# The Act of Killing
The Act of Killing er en dokumentarfilm af Joshua Oppenheimer og producer Signe Byrge Sørensen fra Final Cut for Real. 
Filmen vandt en Robert for bedste dokumentarfilm i 2013, og kåret som årets bedste dokumentarfilm ifølge af National Society of Film Critics.
Ved British Academy Film Awards 16. februar 2014 var filmen nomineret i to kategorier og modtog en BAFTA-pris inden for kategorien Bedste dokumentar 
The Act of Killing var Oscar-nomineret 2014 inden for kategorien Bedste dokumentar.